# Битва при Халкидоне
Би́тва при Халкидо́не (весна 73 года до н. э.) — сражение в ходе Третьей Митридатовой войны между понтийскими войсками и римской армией.
Осенью 74 года до н. э. скончался Никомед Филопатор, в своём завещании передавший Вифинию во власть Римской республики. Однако у покойного были дети от брака с Нисой (сын Ликомед и дочь Ниса), которых из-за её измены он объявил незаконными. Понтийский царь Митридат VI встал на защиту прав внучатого племянника на престол, и к 73 году до н. э. города Вифинии и Мизии признали новую власть.
Одновременно понтийский полководец Диофант снова оккупировал Каппадокию, тем самым прикрыв Понт с юга и обеспечив сообщение с киликийскими пиратами. Часть понтийской армии во главе с Эвмахом и Марком Марием вторглась во Фригию и Пергам, где многие города перешли на их сторону. Но из-за сопротивления галатов и немногочисленных римских отрядов (одним из которых, к слову, командовал Гай Юлий Цезарь) бои в Пергаме шли с переменным успехом.
Командующим римскими войсками в провинции Азия был назначен Луций Лициний Лукулл, в то время как армией в Вифинии управлял действующий консул Марк Аврелий Котта. Последний и стал целью Митридата, блокировавшего его в городе Халкидон как с суши, так и с моря. Аврелий не стал дожидаться помощи Лукулла, и в ходе сражения его армия была полностью разбита, около 8000 воинов остались на поле боя. После этого городская гавань была взята понтийскими войсками приступом, в ходе которого их потери составили 730 человек. Римляне потеряли 5300 человек убитыми и 4500 пленными, было потеряно 64 корабля (4 сгорело, 60 были захвачены).